# Скрипово (озеро)
Скри́пово (Скры́пово; бел. Скры́пава — озеро в Мядельском районе Минской области Белоруссии. Относится к бассейну реки Нарочь. Находится на территории национального парка «Нарочанский», рядом с деревней Кочерги.
Площадь зеркала составляет 0,01 км². Длина — 0,18 км, наибольшая ширина — 0,07 км. Длина береговой линии — 0,41 км.
Котловина остаточного типа. Берега невысокие, поросшие лесом и кустарником.
Вода гидрокарбонатная кальциево-магниевая. Минерализация невысока и составляет 132,1 мг/л. Водородный показатель равняется 6,73. Водоём проточный, связанный с озером Мястро.
Озеро эвтрофное с признаками дистрофии. Прибрежная растительность развита слабо.